# Anis Ben Khaled
Anis Ben Khaled (in arabo أنيس بن خالد‎?; 3 novembre 1979) è un judoka tunisino.

## Palmarès
- Campionati africani

Dakar 2011: argento nei -100kg;
Maputo 2013: bronzo nei -100kg;
Tunisi 2016: bronzo nei -100kg;
Tunisi 2018: bronzo nei -100kg.
- Giochi africani

Brazzaville 2015: argento nei -100kg.